# Dymnivka plná

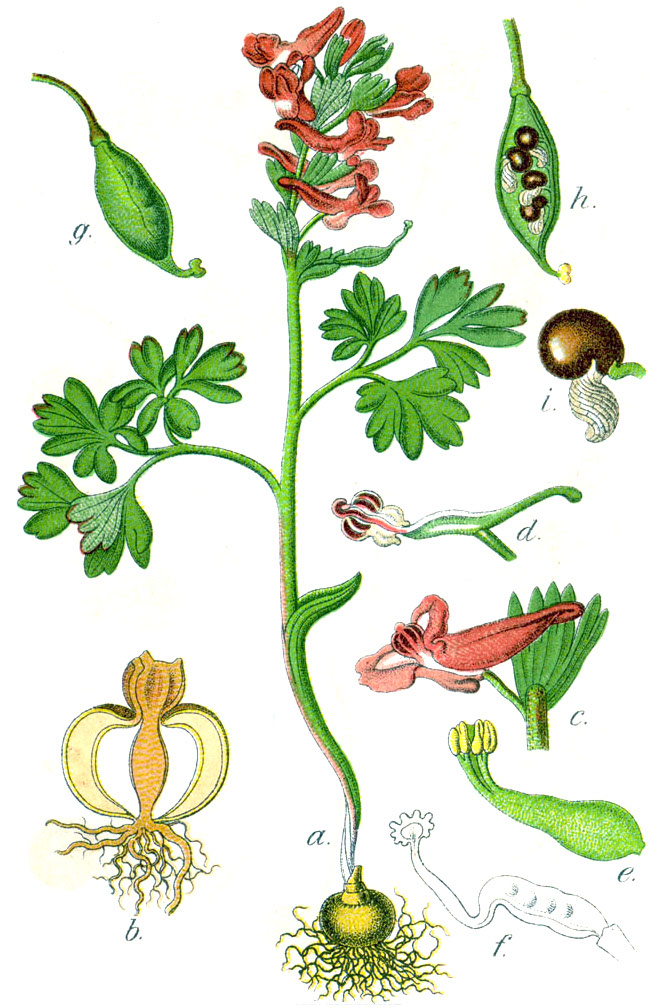
Zobrazení dymnivky plné

Dymnivka plná (Corydalis solida) je nízká, vytrvalá, fialovočerveně kvetoucí bylina stinných a vlhkých míst. Je jedním z mnoha druhů širokého rodu dymnivka. Počty stanovišť s výskytem dymnivky plné ve volné přírodě v Česku postupně klesají, rostlina je proto z hlediska ohrožení zařazena do kategorie C4, mezi druhy vyžadující si další pozornost.

## Rozšíření
Rostliny tohoto druhu se vyskytují pouze v Evropě, kde rostou mimo Britských ostrovů, Portugalska, Španělska a jižních částí Itálie a Řecka. V České republice je nejrozšířenější na Moravě, a to zhruba v pásu od Znojma po Ostravu, který zahrnuje východní okraje českého masívu a západní okraje Karpat. Jinde se vyskytuje jen tu a tam, v rozsáhlých územích chybí zcela.

## Ekologie
Rostlina stinných a vlhkých míst rostoucí v půdě bohaté na živiny. Vyskytuje se v lužních lesích, hájích, řídkých křovinách, zastíněných příkopech i okolo potoků. Má ráda vápenaté půdy hlinité, jílovité i slínovité. Vyrůstá a kvete záhy na jaře, dokud se stromy ještě neoděly listím; pro svůj počáteční vývoj potřebuje dostatek slunečního svitu.

## Popis
Vytrvalá bylina s lodyhou vysokou 10 až 30 cm, která vyrůstá z velké, kulovité a plné hlízy uložené hluboko pod povrchem. Přímá lodyha má u báze objímavý, šupinovitý list s celistvým okrajem, z jeho paždí někdy roste další slabá lodyha. Výše na lodyze vyrůstají dva až tři dlouze řapíkaté, v obryse trojúhelníkovité listy, které mají dvakrát trojčetně dělenou čepel s obvejčitými a tupými lístky. Její druhové jméno „plná“ je odvozeno od její hlízy, která není dutá.
Květenství je vzpřímený hrozen tvořený pěti až dvaceti stopkatými květy s podlouhlými, vejčitými listeny dlanitě členěnými do tři až šesti úkrojků. Oboupohlavné květy, připomínající pyskaté, mají drobný dvoulistý, brzy opadavý kalich a čtyřplátečnou korunu. Fialovočervené korunní plátky rostou ve dvou kruzích, horní plátek vnějšího kruhu je prodloužen v zahnutou ostruhu a spodní je rozšířen a sklopen dolů. Plátky vnitřního kruhu jsou sobě podobné, vespod srostlé a uzavírají mezi sebou čnělku a šest tyčinek srostlých do dvou sloupečků, z jednoho prýští nektar stékající do ostruhy. Svrchní dvouplodolistový semeník má dlouhou a ohnutou čnělku s terčovitou bliznou. Květy opylí hmyz pouze pylem z cizího květu.
Plody jsou nepukavé, podlouhle kopinaté, jednopouzdré tobolky na dlouhých stopkách. Jsou protažené v přímý či mírně zahnutý zobáček, obsahují semena s masíčkem. V přírodě se rostliny do blízkého okolí rozšiřují jak rozrůstáním hlíz, tak i semeny roznášenými mravenci.

## Možnost záměny
Dymnivku plnou je možno zaměnit za dymnivku nízkou nebo dymnivku bobovitou, od kterých se odlišuje svým květenstvím, které není ani za plodů převislé. Od dymnivky duté se zase liší dělenými listeny v květenství.

## Význam
Celá rostlina, nejvíce však hlíza, obsahuje spoustu alkaloidů, které po požití působí na nervovou soustavu a mohou ve větší dávce způsobit snížení pohyblivosti až katalepsii svalstva. V minulosti ji bylo užíváno k léčbě nervových chorob, tišení bolesti, zmírnění křečí, snižování krevního tlaku a tlumení činnosti střev. V současnosti se již pro rizika možných následků pravděpodobně nepoužívá.
Pro své květy, růst na zastíněných místech a nenáročnost při pěstování se dymnivky plné vysazují na stinná stanoviště do parků a větších zahrad, kde časem vytvoří hustý pokryv z jara intenzivně kvetoucí. Často se vysazuje oranžově kvetoucí kultivar 'George Baker'. V zahradnické praxi se druh rozmnožuje dělením trsů a to brzy po odkvětu.

## Taxonomie
Dymnivka plná je variabilním druhem a v Evropě vyrůstá ve čtyřech poddruzích:
- dymnivka plná pravá (Corydalis solida) (L.) Clairv. subsp. solida
- Corydalis solida (L.) Clairv. subsp. densiflora (C. Presl) Hayek
- Corydalis solida (L.) Clairv. subsp. incisa Lidén
- Corydalis solida (L.) Clairv. subsp. slivenensis (Velen.) Hayek

V České republice se vyskytuje pouze prvý, nominátní poddruh dymnivka plná pravá.

## Galerie

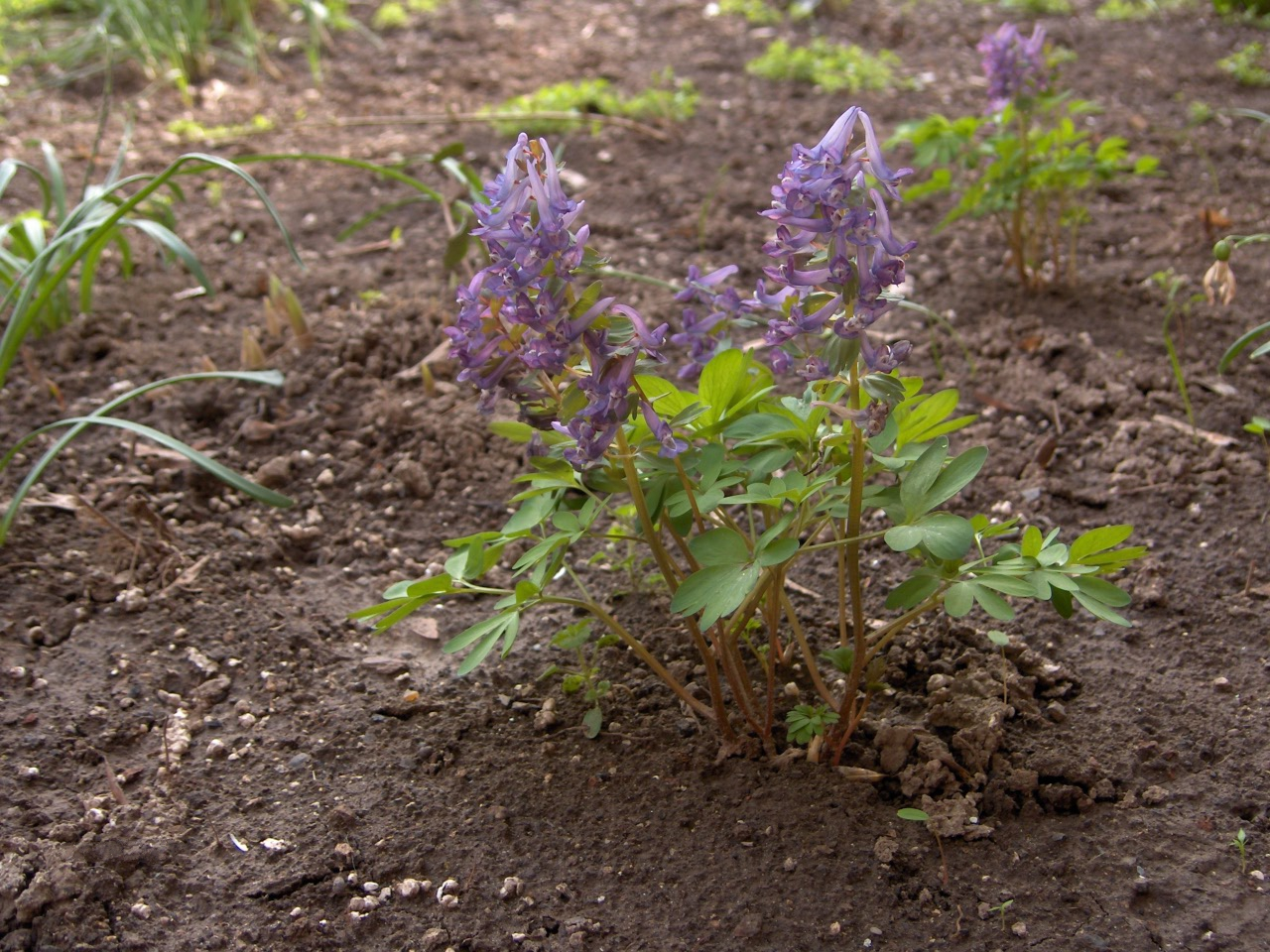
Mladé rostliny
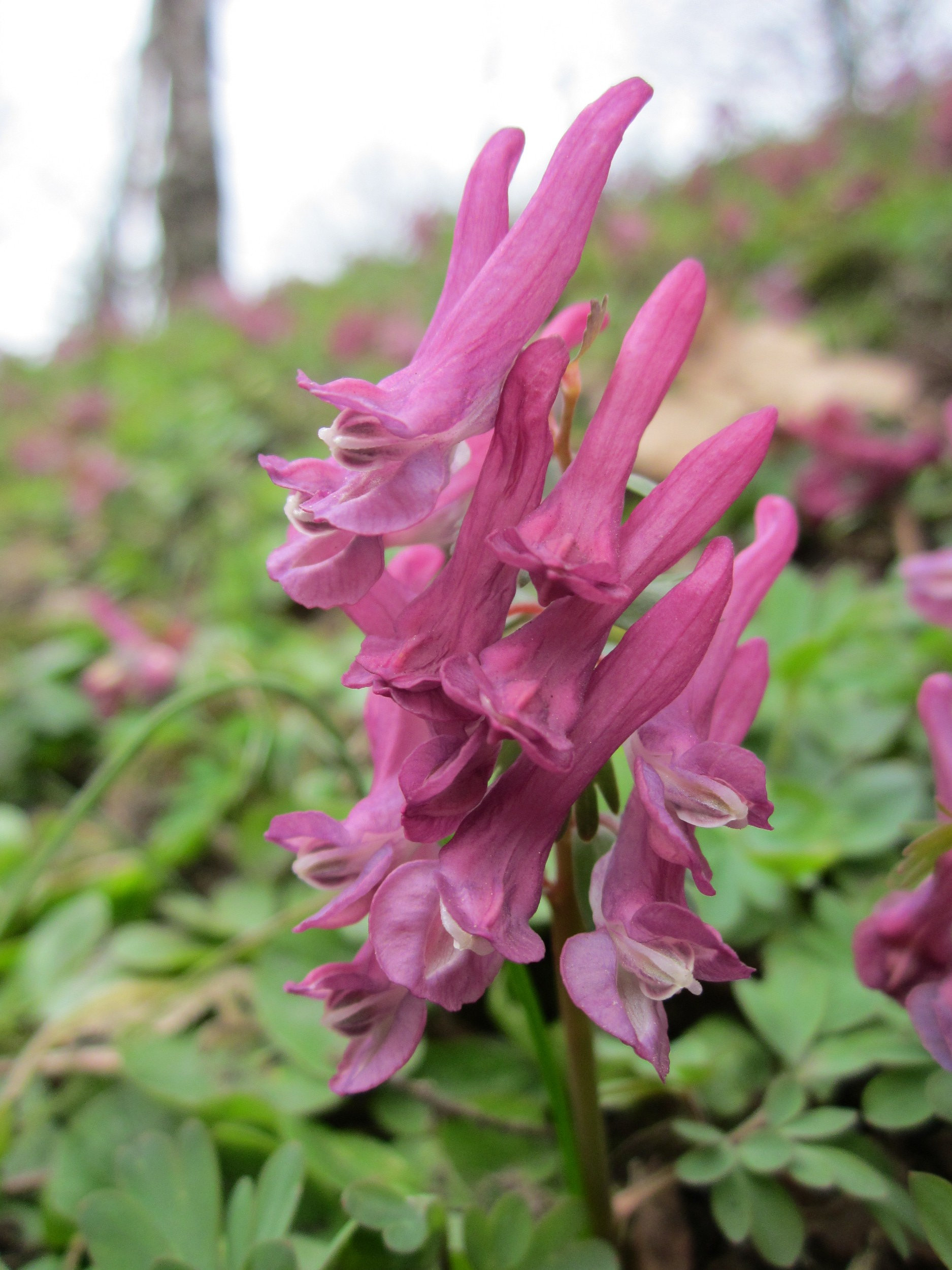
Květenství
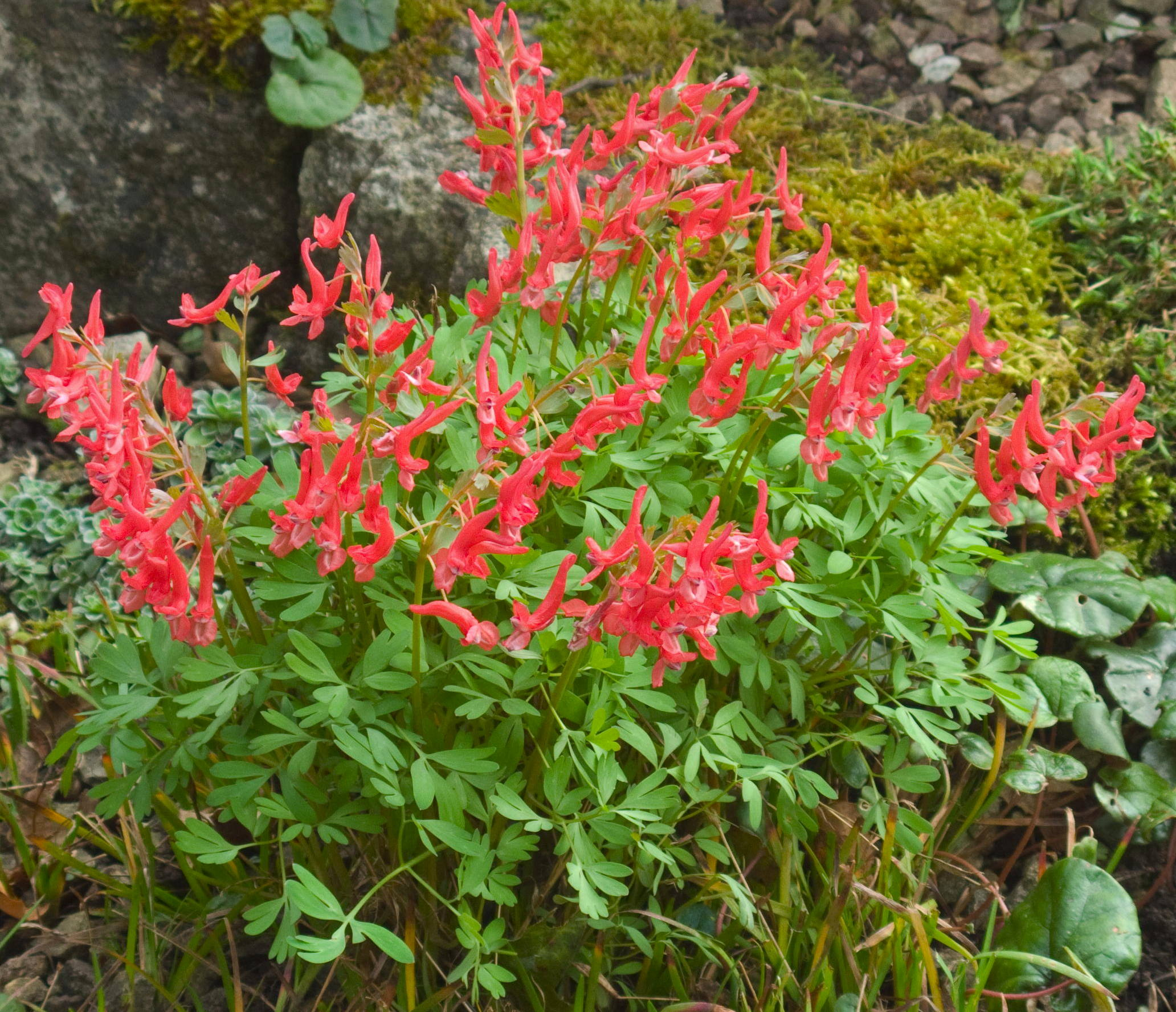
Kultivar 'George Baker'
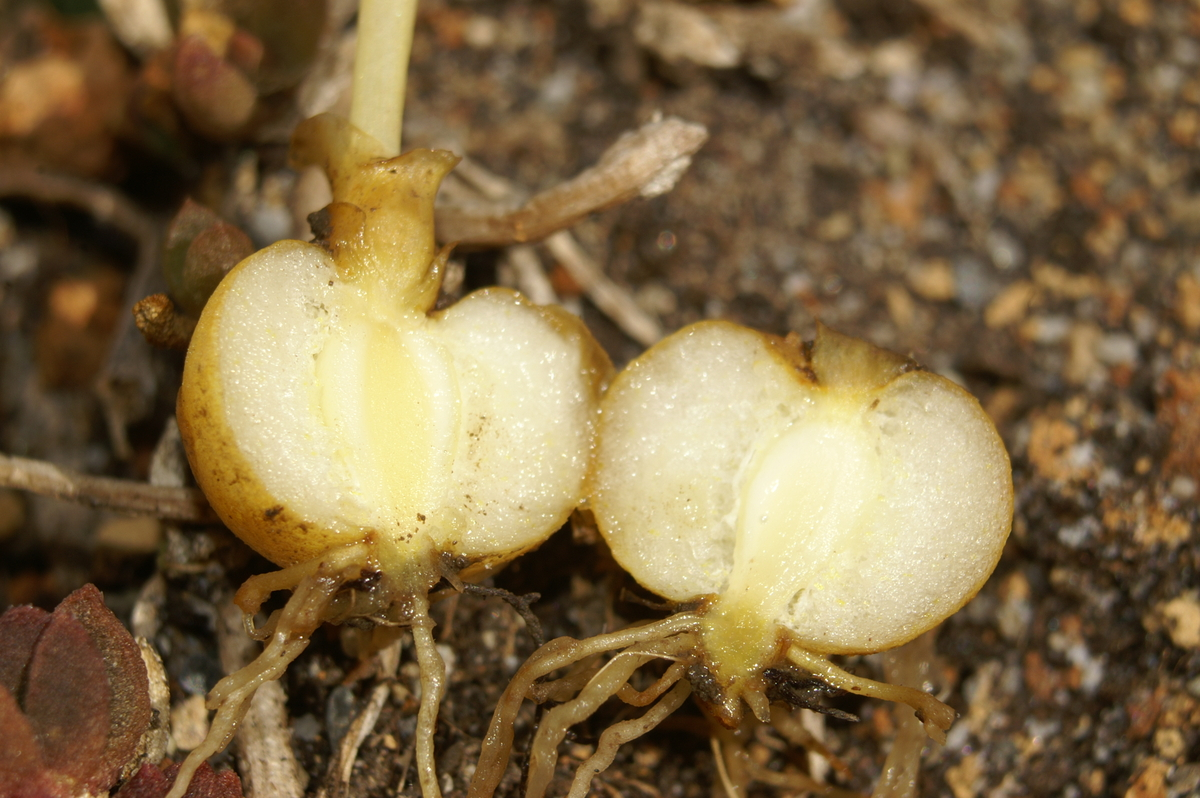
Hlízy